# ベルナルディーノ・カンピ
ベルナルディーノ・カンピ（Bernadino Campi、1522年 – 1591年）はイタリア、ルネッサンス期の画家である。

## 略歴
レッジョ・エミリアで金細工師の息子に生まれた。クレモナ出身の同姓の画家の一族、ガレアッツォ・カンピ、ジュリオ・カンピ親子らとは遠い親戚であるかもしれないが家族ではない。マントヴァでロレンツォ・コスタの息子、イッポリト・コスタ（1506年 - 1561年）の弟子になり、北イタリアのマニエリスムのスタイルを学んだ。
クレモナのサンティ・フィリッポ・エ・ジャコモ教会やカラヴァッジョのサンティ・フェルモ・エ・ルスティコ教会の壁画を描く仕事をした後、1550年にミラノ総督のフェッランテ1世・ゴンザーガの宮廷画家に招かれ、ミラノに移った。レオナルド・ダ・ヴィンチやガウデンツィオ・フェラーリを模倣して、変化のなかった当時のミラノの画家のスタイルに、マニエリスムのスタイルをもたらしたとされる。
ミラノで肖像画や装飾画家として働き、ミラノ周辺で活動する画家、ジョバンニ・パオロ・ロマッツォやジュゼッペ・メーダに影響を与えた。代表作のいくつかはミラノで働いている時代に描かれた。
1570年頃にはクレモナで働き、その後サン・コロンバーノ・アル・ランブロの教会の装飾画を描き1582年から1584年の間は、ヴェスパシアーノ・ゴンザーガのサッビオネータのドゥカーレ宮殿の装飾の仕事をした。グアスタッラのゴンザーガ家の別荘の装飾もした。その後故郷のレッジョ・エミリアの教会の仕事をし、レッジョ・エミリアで没した。
弟子にはアンドレア・マイナルディとソフォニスバ・アングイッソラがいる。

## 作品

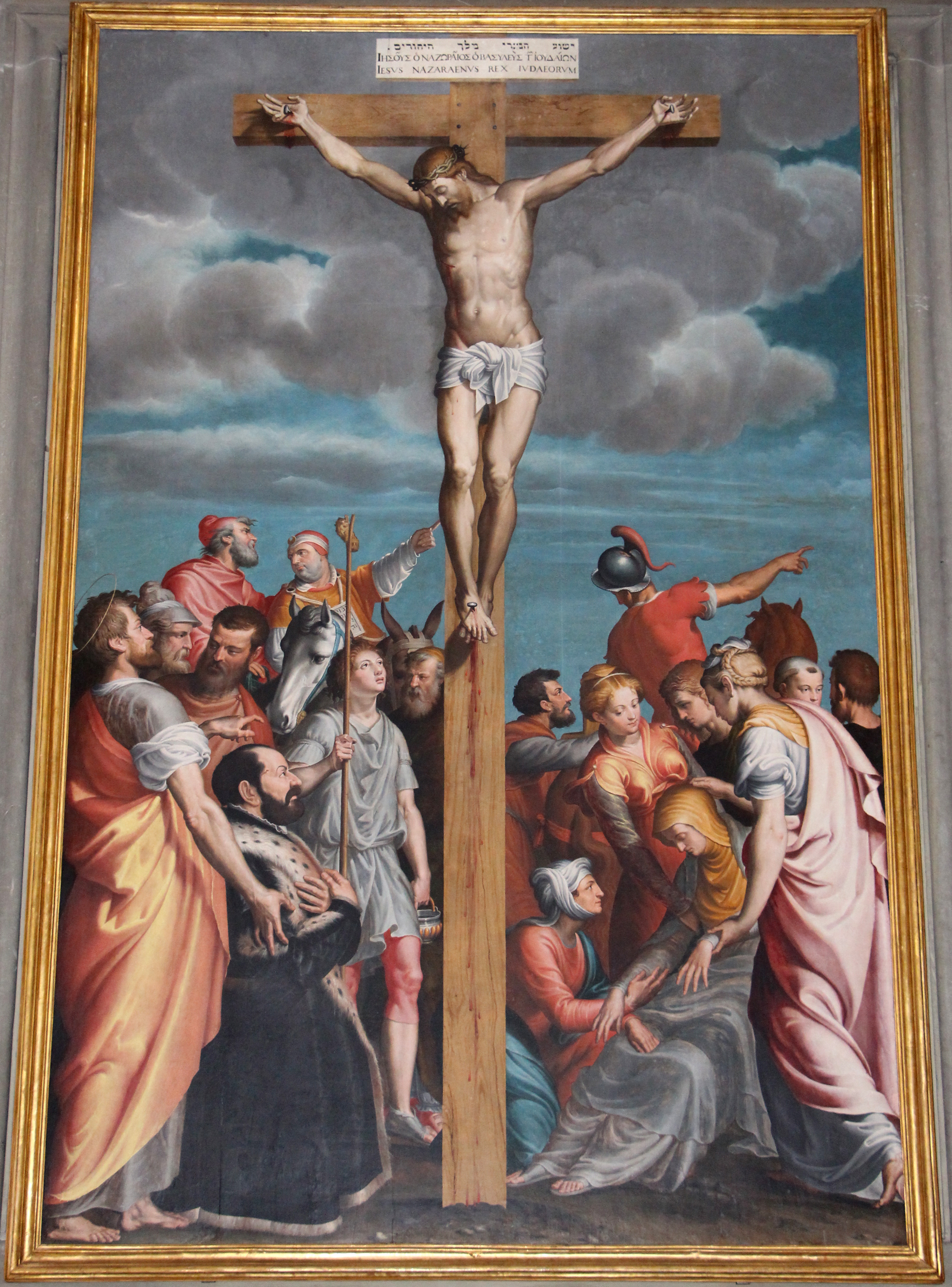
Crocifissione, 1550-1570
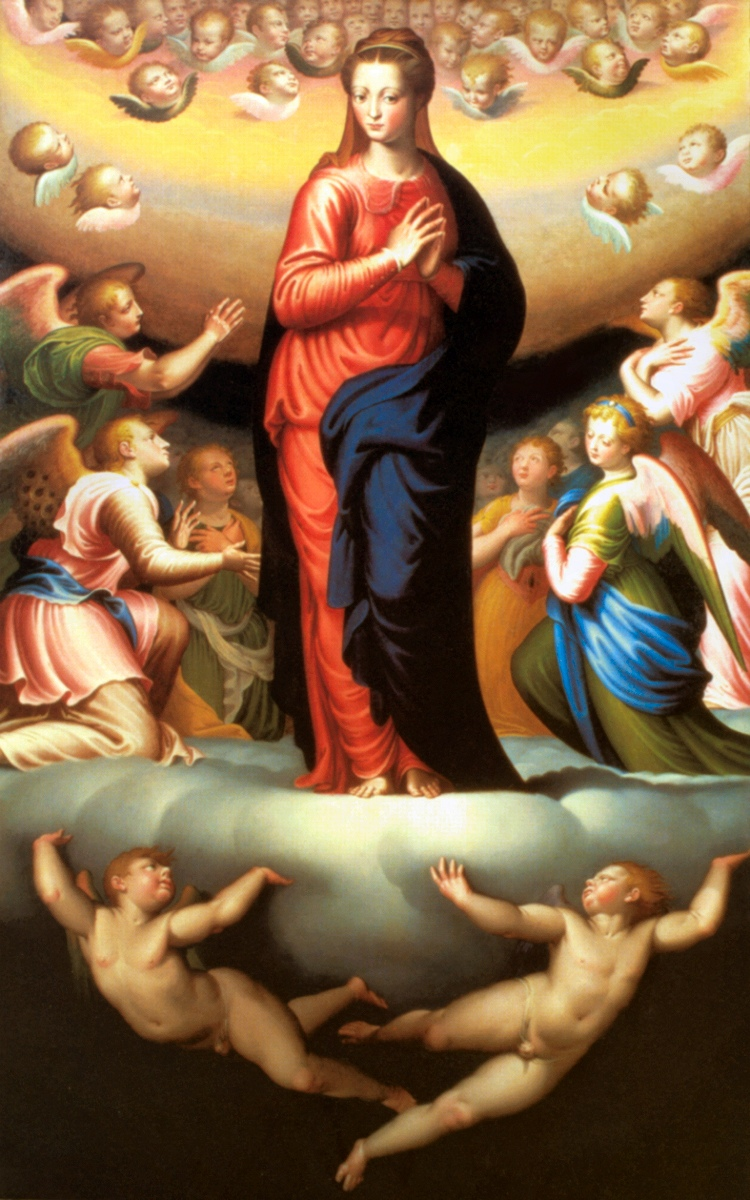
Assunzione (Museo civico Ala Ponzone 蔵)
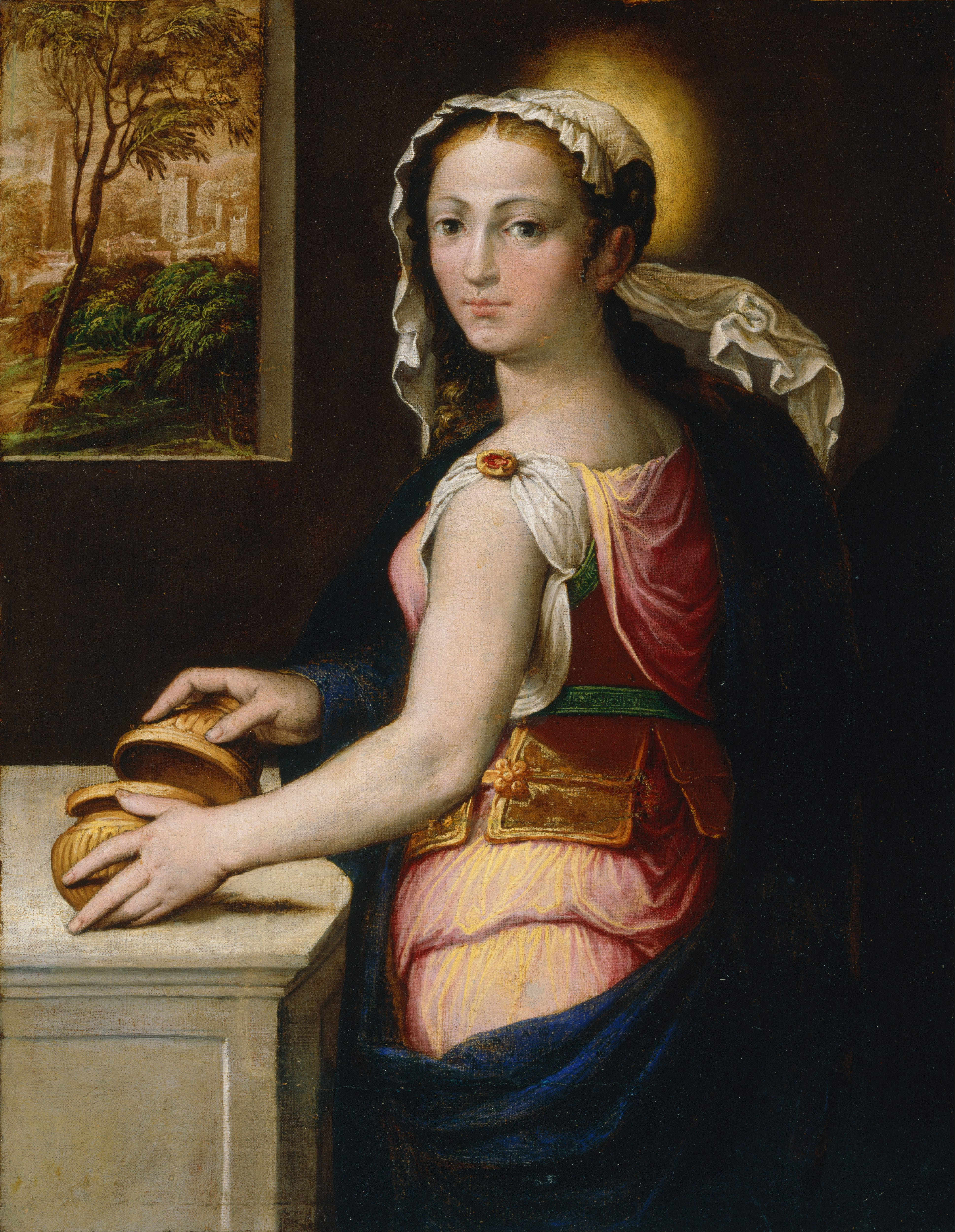
Maria Maddalena
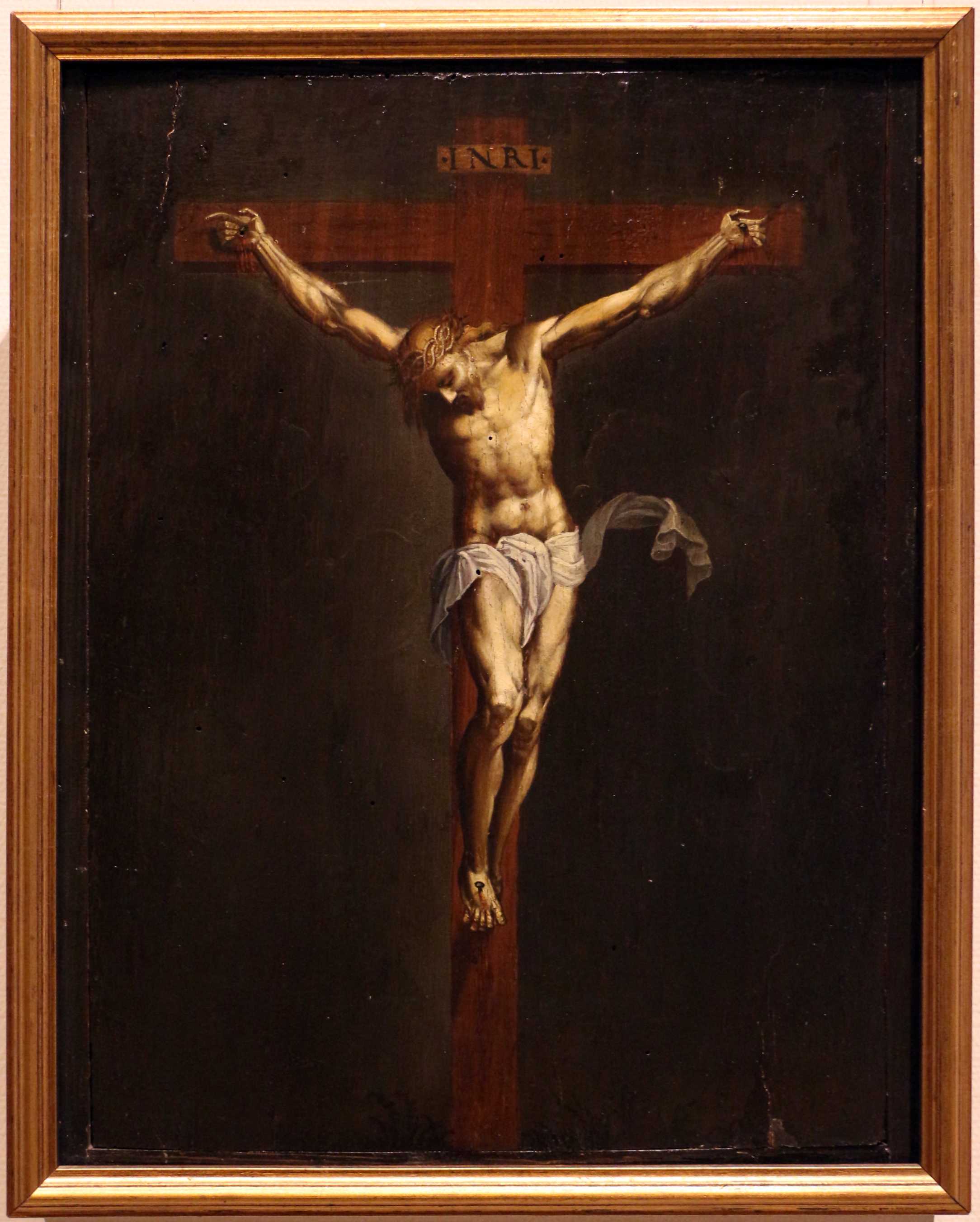
Crocifissione, 1584
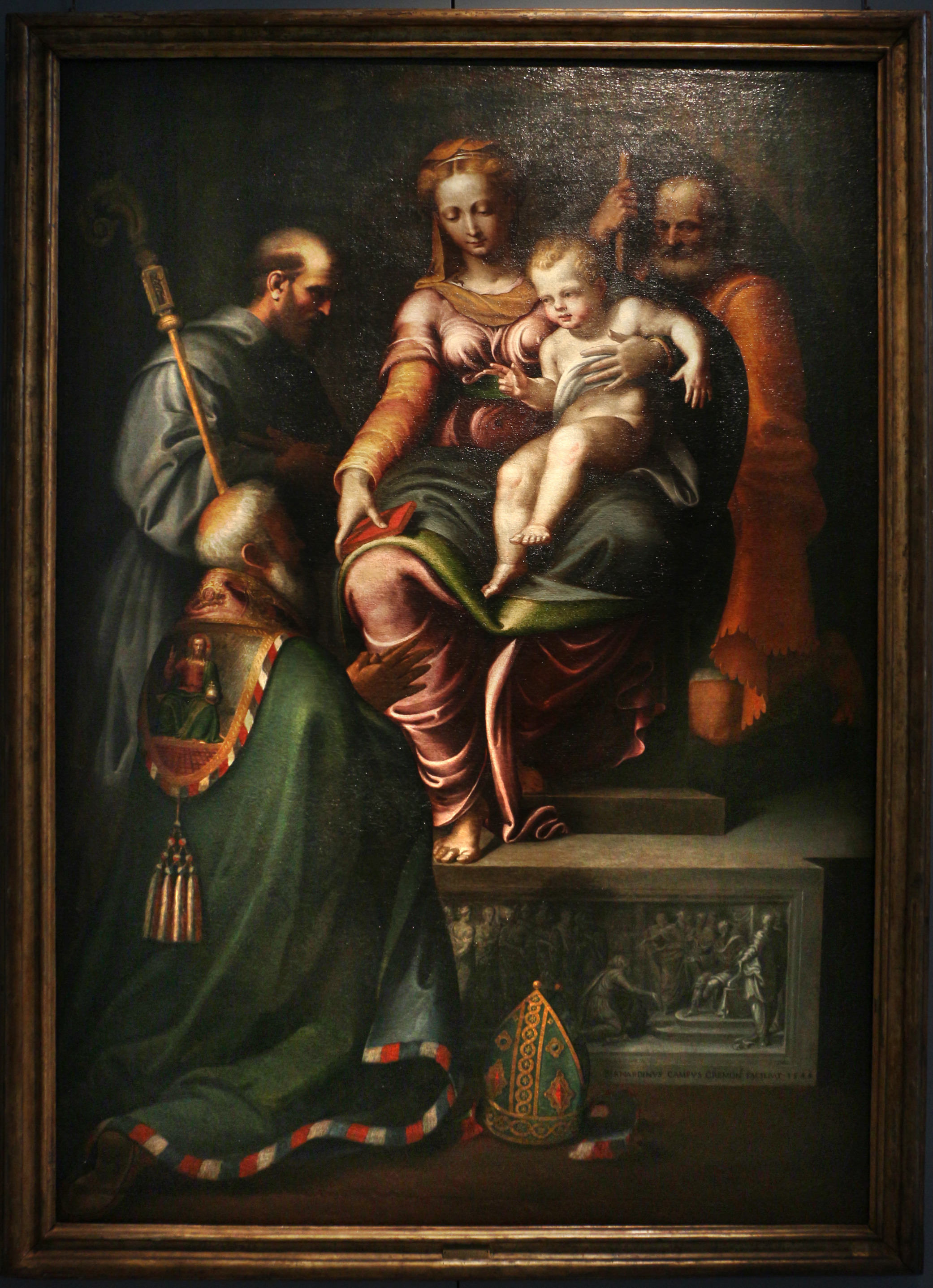
Madonna in trono coi ss. Francesco Benedetto e Giuseppe,1548
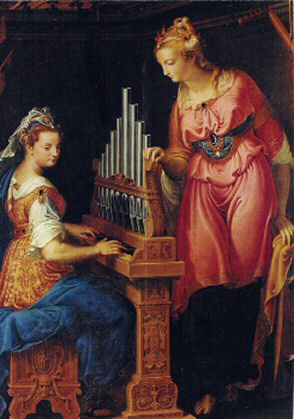
Sante Cecilia e Caterina
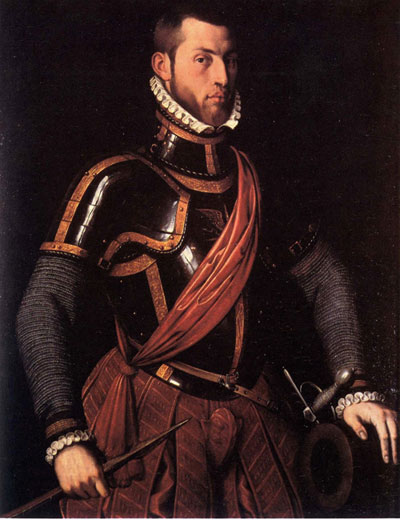
ヴェスパシアーノ・ゴンザーガの肖像画, 1559
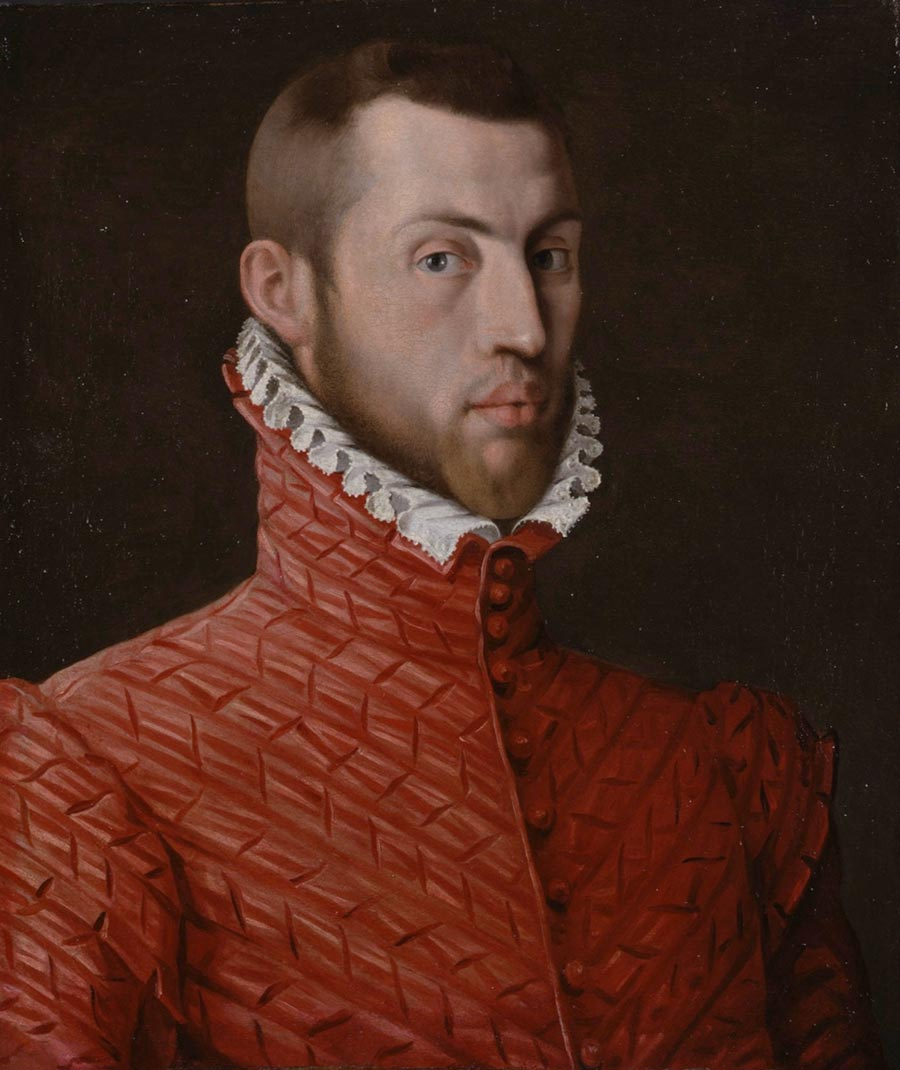
ヴェスパシアーノ・ゴンザーガの肖像画 (カンピ作とされている), 1582 ca.